# Despărțiți, dar împreună
Despărțiți, dar împreună (engleză The Break-Up) este o comedie romantică produsă de Universal Pictures, care a avut premiera la 2 iunie 2006 în Statele Unite și ulterior și în Moldova (15 iunie) și România (21 iulie). „Despărțiți, dar împreună” îi are ca protagoniști pe Vince Vaughn, Jennifer Aniston, Joey Lauren Adams, Jon Favreau, Ann-Margret, Vincent D'Onofrio, Cole Hauser, Jason Bateman, Justin Long și Judy Davis. Scenariul este semnat de Jay Lavender și Jeremy Garelick.

## Distribuție
- Vince Vaughn - Gary Grobowski
- Jennifer Aniston - Brooke Meyers
- Joey Lauren Adams - Addie Jones
- Cole Hauser - Lupus Grobowski, Gary's brother
- Jon Favreau - Johnny Ostrofski
- Jason Bateman - Mark Riggleman
- Judy Davis - Marilyn Dean
- Justin Long - Christopher Hirons
- John Michael Higgins - Richard Meyers, Brooke's brother
- Vernon Vaughn - Howard Meyers, Brooke's father
- Ann-Margret - Wendy Meyers, Brooke's mom
- Vincent D'Onofrio - Dennis Grobowski, Gary's other brother
- Peter Billingsley - Andrew
- Mary-Pat Green - Mischa
- Keir O'Donnell - Paul Grant
- Geoff Stults - Mike Lawrence
- Linda Cohn - ESPN Sportscaster (voce)
- Zack Shada - Mad Dawg Killa (voce)